# O-Lan Jones
Pour les articles homonymes, voir Jones.
O-Lan Jones est une actrice américaine née le 23 mai 1950 à Los Angeles.

## Biographie
Son prénom peu courant vient du roman La Terre chinoise (The Good Earth) de Pearl Buck.

### Vie privée
Elle a été mariée à l'acteur Sam Shepard de 1969 à 1984. Ils ont eu un fils, Jesse.

## Filmographie
- 1978 : L'Affaire Peter Reilly (A Death in Canaan) (TV) : Carla Pitts
- 1980 : Die Laughing : Juge
- 1982 : Out (en) d'Eli Hollander : Nixie / Dinah
- 1982 : L'Usure du temps (Shoot the Moon) : Countergirl
- 1983 : L'Étoffe des héros (The Right Stuff) : Fille chez Pancho
- 1987 : Reconnue coupable (Convicted: A Mother's Story) (TV) : Rhonda
- 1988 : Wildfire de Zalman King : Mme Johnson
- 1988 : Veuve mais pas trop (Married to the Mob) de Jonathan Demme : Phyllis
- 1988 : Appel d'urgence (Miracle Mile) : Serveuse
- 1989 : Lonesome Dove (feuilleton TV) : Sally Skull
- 1989 : How I Got Into College : Sally O'Connor
- 1989 : Martians Go Home : Stupid Medley Martian
- 1990 : False Identity
- 1990 : Fenêtre sur Pacifique (Pacific Heights) : Hotel Maid
- 1990 : Edward aux mains d'argent (Edward Scissorhands) : Esmeralda
- 1991 : Gabriel Bird (Gabriel's Fire) (série télévisée) : Miss Mary
- 1991 : Wedlock de Lewis Teague : Saleswoman
- 1992 : Beethoven : Biker Woman
- 1992 : Secrets (TV) : Darlene Hooper
- 1992 : Seinfeld (série télévisée) : Serveuse
- 1993 : Shelf Life (en) de Paul Bartel : Tina
- 1994 : The John Larroquette Show (série télévisée) : Helen
- 1994 : The Favor : Mme Moyer
- 1993 : Harts of the West (en) (série télévisée) : Rose
- 1994 : Tueurs nés (Natural Born Killers) : Mabel
- 1995 : La Vie à tout prix (Chicago Hope) (série télévisée) : Mental Patient
- 1996 : Nash Bridges (série télévisée) : Alpha
- 1996 : X-Files : Aux frontières du réel (The X-Files) (série télévisée, saison 4 épisode Sanguinarium) : l'infirmière Rebecca Waite
- 1996 : Mars Attacks! de Tim Burton : Sue-Ann Norris
- 1997 : The Fanatics : Helga
- 1997 : Touch : Bib Overalls
- 1997 : La Fin de la violence (The End of Violence) : Barmaid
- 1997 : Clockwatchers : Madame Debbie
- 1998 : Animals (Animals with the Tollkeeper) : Essie
- 1998 : The Truman Show : Serveuse au bar
- 1998 : Le Flic de Shanghaï (Martial Law) (série télévisée) : Landers
- 1999 : Heat Vision and Jack (TV) : Patrice
- 1999 : JAG (série télévisée) : Lucy
- 2000 : Magicians : Serveuse
- 2000 : American Virgin : Kim
- 2000 : Attention Shoppers : Meg
- 2000 : La Coupe d'or (The Gold Cup) : Jill
- 2001 : Diagnostic : Meurtre (Diagnosis Murder) (série télévisée) : Chantelle Boudreau
- 2002 : American Girl : Hildegarde
- 2007 : Precious Joy
- 2008 : What I See When I Close My Eyes
- 2011 : Queens of Country : Tracy
- 2016 : Miss Peregrine et les Enfants particuliers : Shelly